# Unia szwedzko-norweska
Unia szwedzko-norweska, oficjalna nazwa połączonego państwa: Zjednoczone Królestwa Szwecji i Norwegii (szw. Förenade konungarikena Sverige och Norge) – istniejąca formalnie od 14 stycznia 1814 do 7 czerwca 1905 unia personalna pomiędzy Królestwem Szwecji i Królestwem Norwegii. Kraje te były połączone osobą monarchy. Pierwszym wspólnym królem Szwecji i Norwegii był Karol XIII. Jako że król rezydował w Sztokholmie, był w Norwegii reprezentowany przez wicekróla, którym zostawał zawsze następca obydwu tronów (urząd istniał w latach 1814–1891).
Szwecja i Norwegia były już wcześniej w uniach personalnych, np. w unii kalmarskiej. Po jej rozpadzie Norwegia stała się częścią Danii.
Norwegia nie od razu zgodziła się z postanowieniami traktatu kilońskiego i wybrała własnego króla – Chrystiana Fryderyka, ogłaszając przy tym powstanie suwerennego Królestwa Norwegii. Szwecja zajęła jednak kraj i doprowadziła tym samym do zawarcia unii.

## Akt unii
Akt unii wszedł w życie w obu krajach w różnych terminach. W Norwegii był częścią prawa konstytucyjnego Rigsakten, a w Szwecji – serią przywilejów będących ponad regularnym prawem, zwaną Riksakten. Kongres wiedeński nie miał zdania w sprawie unii szwedzko-norweskiej.